# Ribeirão do Tempo
Ribeirão do Tempo est une telenovela brésilienne diffusé en 2010-2011 sur RecordTV.

## Acteurs et personnages
| Acteur / Actrice    | Personnage                        |
| ------------------- | --------------------------------- |
| Bianca Rinaldi      | Arminda Caligari                  |
| Taumaturgo Ferreira | Querêncio Miranda Durrel          |
| Caio Junqueira      | João Carlos Pelago (Joca)         |
| Victor Fasano       | Mr. Edward Briggs (Dr. Teixeira)  |
| Ângelo Paes Leme    | Tito Gomes do Arrepio             |
| Antônio Grassi      | Prof. Milton Flores               |
| Juliana Baroni      | Karina Santos Fernandes           |
| Heitor Martinez     | Senador Nicolau Feitosa           |
| Angelina Muniz      | Léia Pelago                       |
| André de Biase      | Ari Neto (Ari Jumento)            |
| Mônica Torres       | Célia Santos Fernandes            |
| Patrycia Travassos  | Clorís Fortunato Souza Gomes      |
| Liliana Castro      | Filomena Miranda Durrel (Filó)    |
| Zé Dumont           | Romeu Fulgêncio                   |
| Cássio Scapin       | Sereno Flores                     |
| Giuseppe Oristanio  | Bruno Fernandes                   |
| Umberto Magnani     | Delegado Luiz Ajuricaba           |
| Solange Couto       | Sancha Fulgêncio                  |
| Flávia Monteiro     | Marta Naidin                      |
| Ana Paula Tabalipa  | Iara Macêdo                       |
| Íris Bruzzi         | Beatriz Feitosa                   |
| Eduardo Lago        | Lincon Rocha                      |
| Sílvia Salgado      | Patrícia Rocha                    |
| Stella Freitas      | Virgínia Ajuricaba                |
| Aline Borges        | Ellen Ribeiro Braga               |
| Raymundo de Souza   | Virgílio Carvalho                 |
| Rafael Calomeni     | Newton da Costa Pereira           |
| Rodrigo Phavanello  | Sílvio Braga                      |
| Daniella Galli      | Marisa Miranda                    |
| Thelmo Fernandes    | Nasinho                           |
| Tião D'Ávila        | Alfredo Lorota                    |
| Gilson Moura        | Bill                              |
| Bruna di Tullio     | Lílian Salgado                    |
| Mariana Hein        | Zuleide Lima                      |
| Vitor Facchinetti   | André Rocha                       |
| Louise D’Tuani      | Sônia Ajuricaba                   |
| Carolina Bezerra    | Carmem Ribeiro                    |
| Rejane Goulart      | Larissa Castro                    |
| Jossana Vaz         | Elza                              |
| Jaqueline Macoeh    | Fátima                            |
| Letícia Medina      | Diana P. Silva (Nome falso: Tião) |
| Kaleo Maciel        | Carlos da Costa Pereira Lima      |
| Caio Vydal          | Guilherme Ribeiro Braga           |
| Nicolas Bauer       | Gerard Claudel                    |

Participations spéciales
| Acteur / Actrice    | Personnage             |
| ------------------- | ---------------------- |
| Françoise Forton    | Dona Dirce Flores      |
| Jacqueline Laurence | Madame Eleonora Durrel |
| Henrique Martins    | Senador Érico Feitosa  |

## Diffusion internationale
- RecordTV
- TV Record USA
- TV Record Europa / RTP1
- TV Record Cabo Verde
- TV Record Angola
- Record Moçambique
- TV Record Japão
- Telemicro

### Sources
- (pt) Cet article est partiellement ou en totalité issu de l’article de Wikipédia en portugais intitulé « Ribeirão do Tempo » (voir la liste des auteurs).